# قالی فارس
قالی فارس یا قالی شیرازی گونه‌ای از قالی ایرانی و صنایع دستی همین خطه است که امروزه و در گذشته تولید می‌شده است. طرح‌های این قالی شامل قشقایی، ایلات خمسه (باصری و عرب خمسه)، لری، افشار و آباده می‌شوند.
هنر و صنعت بافندگی فارس در وهله نخست، هنری عشایری و در وهله دوم هنری روستایی است که وابستگی به عشایر دارد. عشایر فارس به‌ویژه قشقایی‌ها و ایلات خمسه بیش از دیگر عشایر به این هنر اشتغال دارند و روستائیان که در مسیر این ایل‌ها زندگی می‌کنند نیز به کار تولید فرش فارس و سایر دستبافت‌ها مبادرت می‌کنند.
طرح‌های آن‌ها دارای رنگ‌آمیزی و طراوت خاصی است. البته در سالهای اخیر بافندگان عشایری به بافتن فرش برای فروش و به سلیقه مصرف‌کنندگان روی آورده‌اند. لیکن غالباً همان ذهنی بافی و رنگهای مرسوم پیشینیان خود را ادامه می‌دهند.
این «هنر- صنعت» به‌طور عمده به دست زنان انجام می‌شود. به‌طور کلی تولید دستبافته‌ها از مرحله ابتدایی تا آخرین مرحله به دست زنان صورت می‌گیرد. دار قالی عشایر افقی است و بافنده برای بافتن بر روی زمین می‌نشیند. بیشتر دارهای روستایی نیز افقی و گاه عمودی است. علت استفاده عشایر از دار افقی به این دلیل است که با زندگی کوچ نشینی آن‌ها هماهنگی داشته و حمل آن بر پشت چارپایان به سهولت انجام می‌گیرد.
فرش‌های فارس معمولاً به طریق «ذهنی بافی» بافته می‌شود. این نقشه‌های ذهنی نوعی بازآفرینی سنتی است که از نسل‌های پیشین به امروزیان رسیده است. بافندگان ایلی همان نقوش را تکرار می‌کنند بدون آنکه از نقشه استفاده کنند. از این رو معمولاً هیچ دو فرشی کاملاً و عیناً شبیه یکدیگر نیست. بافندگان تازه‌کار از سرمشق‌هایی کمک می‌گیرند که «حور» نامیده می‌شود. بافندگان قالی این سرمشق‌ها را که یک یک نقشمایه‌ها و نگاره‌های اصلی بر آن بافته شده است. «دستور» می‌گویند. رنگ قالی‌های فارس کاملاً به سلیقه و خواست بافنده ارتباط دارد. 

## تاریخچه قالی فارس
تاریخچه قالی‌بافی قالی فارس در شهر شیراز به قرن‌ها پیش بازمی‌گردد که این هنر توسط این ایل به اوج خود رسید و نام قالی فارس را بر سر زبان‌ها انداخت. منابع مکتوب نشان می‌دهند که در سرزمین پارس فرش بافته می‌شده است. براساس اسناد فرش‌بافی فارس، قالی گره‌بافته و گلیم حدود ۱۲ قرن قدمت دارند و قدیمی‌ترین سند در این زمینه اموال خزانه هارون الرشید عباسی است. در خزانه فرش خلیفه هزار تخته (قالی گره بافته) ارمنی، سیصد تخته دشت میشان، پانصد تخته قالی طبیری و هزار تخته قالی بافت دارابجرد بوده است.